# Éric Verteuil
Pour les articles homonymes, voir Verteuil.
Éric Verteuil est le pseudonyme collectif utilisé par Alain Bernier, né le 15 mai 1922 à Angers et mort le 3 février 2019 dans le 16e arrondissement de Paris, et par Roger Maridat, né le 20 novembre 1930 dans le 9e arrondissement de Paris et mort le 3 septembre 2016 à Neuilly-sur-Seine.

## Œuvre

### Romans

#### Dans le collectionSpécial Policedu Fleuve noir
- Le Drame de chez Maxime no 1202 (1975)
- La Raide Morte no 1260 (1976)
- L'Affaire du collier d'Irène no 1291 (1976)
- Liliane et son odyssée no 1333 (1977)
- La Balle du petit lit blanc no 1358 (1977)
- L'Affaire du courrier de Léon no 1391 (1978)
- Carine et Châtiment no 1410 (1978)
- La Belle au bras d'Armand no 1446 (1978)
- Le Punch d'une nuit d'été no 1476 (1979)
- Nos deux dames de Paris no 1518 (1979)
- Achevé M. Seguin no 1576 (1980)
- La Veuve voyeuse no 1589 (1980)
- L'Épaule et Virginie no 1627 (1981)
- Abus roi no 1713 (1982)
- Le Drame au camélia no 1785 (1983)
- La Flamme et le Pantin no 1849 (1984)

#### Dans le collectionAngoissedu Fleuve noir
- Au bout... la mort no 247 (1973)
- La Mémoire rongée no 256 (1974)

#### Dans le collection Gore du Fleuve noir
- Horreur à Maldoror no 52 (1987)
- Grillades au feu de bois no 68 (1988)
- Monstres sur commande no 75 (1988)
- À la recherche des corps perdus no 80 (1988)
- Les Horreurs de Sophie no 87 (1988)
- Les Charmes de l'horreur no 98 (1988)
- Le Tour du monde en quatre-vingts cadavres no 105 (1989)
- Sang frais pour le Troyen no 113 (1990)

#### Dans le collection Super Luxe (Horizons du fantastique) du Fleuve noir
- Fascinée ! no 9 (1975)